# Gorjului (métro de Bucarest)
Gorjului est une station de métro roumaine de la ligne M3 du métro de Bucarest. Elle est située boulevard Luliu Maniu au croisement avec les rues Moinesti et Dezrobini, dans le quartier Militari, Sector 6 , à l'ouest de la ville de Bucarest.
Elle est créée en 1991 sur la ligne ouverte en 1983.
Exploitée par Metrorex elle est desservie par les rames de la ligne M3 qui circulent quotidiennement entre 5 h 0 et 23 h 0 (heure de départ des terminus). À proximité un arrêt est desservie par des trolleybus et des bus.

## Situation sur le réseau
Établie en souterrain, la station Gorjului est établie sur la ligne M3 du métro de Bucarest, entre la station de Păcii, en direction de Preciziei, et la station Lujerului, en direction d'Anghel Saligny.

## Histoire
La station « Gorjului » est créée en 1991, sur un tronçon mis en service le 19 août 1983, pour compléter la desserte de la ligne.

## Service des voyageurs

### Accueil
La station dispose de deux bouches sur le boulevard Luliu Maniu, et à l'angle avec la rue Dezrobirii. Des escaliers, ou des ascenseurs pour les personnes à mobilité réduite, permettent de rejoindre la salle des guichets et des automates pour l'achat des titres de transport (un ticket est utilisable pour un voyage sur l'ensemble du réseau métropolitain).

### Desserte
À la station Gorjului la desserte quotidienne débute avec le départ, des stations terminus, de la première rame à 5 h 0 et se termine avec le départ, des stations terminus, de la dernière rame à 23 h 0.

### Intermodalité
À proximité de la station des arrêts sont desservis par les transports en commun urbains de la ville : des trolleybus (lignes 61 et 62), des bus (lignes 106, 136, 137, 138, 434 et N115).